# 勝負牛角介
勝負牛角介（学名：Bubuloceratina shengfuhi）为深海花介科牛角介屬下的一个种。